# Штормарн
Штормарн (нім. Stormarn) — район у Німеччині, у складі федеральної землі Шлезвіг-Гольштейн. Адміністративний центр — місто Бад-Ольдесло.

## Населення
Населення району становить 244 989 осіб (станом на 31 грудня 2020).

## Адміністративний поділ
Район складається з 6 самостійних міст, 4 самостійних громад, а також 44 громад (нім. Gemeinden), об'єднаних в 5 об'єднань громад (нім. Ämter).
Дані про населення наведені станом на 31 грудня 2020. Зірочками (*) позначені центри об'єднань громад.
| Самостійні міста/громади:                                                                                            | Самостійні міста/громади:                                                    | Самостійні міста/громади:                                                         |
| --- | ---------------------------------------------------------------------------- | --------------------------------------------------------------------------------- |
| - 1. Аренсбург, місто (34052) - 2. Аммерсбек (9870) - 3. Бад-Ольдесло, місто (24784) - 4. Баргтегайде, місто (15984) | - 5. Барсбюттель (12873) - 6. Глінде, місто (18380) - 7. Гросгансдорф (9349) | - 8. Остштайнбек (8843) - 9. Райнбек, місто (28250) - 10. Райнфельд, місто (9042) |

Об'єднання громад:
| - 1. Бад-Ольдесло-Ланд (11618) [Центр: Бад-Ольдесло] 1. Грабау (811) 2. Ласбек (1285) 3. Меддеваде (909) 4. Неріц (328) 5. Пеліц (1235) 6. Ретвіш (1218) 7. Рюмпель (1301) 8. Трафенбрюк (1725) 9. Штайнбург (2806) - 2. Баргтегайде-Ланд (14834) [Центр: Баргтегайде] 1. Баргфельд-Штеген (3056) 2. Гаммор (1292) 3. Делінгсдорф (2262) 4. Ельменгорст (2758) 5. Єрсбек (1798) 6. Нінвольд (493) 7. Тодендорф (1241) 8. Тремсбюттель (1934) | - 3. Нордштормарн (11111) [Центр: Райнфельд] 1. Бадендорф (885) 2. Барніц (858) 3. Везенберг (1679) 4. Вестерау (744) 5. Гайдекамп (453) 6. Гайльсгоп (550) 7. Гамберге (1785) 8. Кляйн-Везенберг (768) 9. Менкгаген (662) 10. Регорст (721) 11. Фельдгорст (562) 12. Царпен (1444) - 4. Зік (10494) 1. Браак (974) 2. Брунсбек (1632) 3. Гойсдорф (3572) 4. Зік* (2438) 5. Штапельфельд (1878) | - 5. Триттау (19049) 1. Віцгафе (1552) 2. Гамфельде (530) 3. Гоенфельде (52) 4. Гранде (695) 5. Гренвольд (1511) 6. Гросензе (1786) 7. Кетель (329) 8. Лютьєнзе (3382) 9. Раусдорф (229) 10. Триттау* (8983) |